# Rumpler C.IV
Rumpler C.IV – niemiecki jednosilnikowy, dwumiejscowy dwupłatowiec rozpoznawczy z okresu I wojny światowej.  Konstrukcja ta była wersją rozwojową wcześniejszego Rumplera C.III z innym ogonem oraz silnikiem Mercedes D.IVa zamiast Benz Bz.IV.
300 dalszych samolotów zostało wyprodukowanych na licencji przez zakłady Pfalz Flugzeugwerke, pod oznaczeniem Pfalz C.I, od lutego 1917 zmienionym na Rumpler C.IV (Pfal). Różniły się one posiadaniem lotek także na dolnych skrzydłach.